# Estación Terminal Samambaia
La Estación Terminal Samambaia es una de las estaciones del Metro de Brasilia, situada en la ciudad satélite de Samambaia, al lado de la Estación Samambaia Sur. Es la última estación de la Línea Naranja.
Fue inaugurada en 2006. En función de la construcción de otras dos estaciones en la ciudad (Estación 34 y Estación 35) deberá recibir otro nombre ya que dejaría de ser "terminal".

## Cercanías
- Manzana 102 - Samambaia Sur
- Manzana 202 - Samambaia Norte